# Jawun Evans
Jawun B. Evans (Greenville, Carolina del Sur, 10 de febrero de 1997) es un baloncestista estadounidense que pertenece a la plantilla de los Maine Celtics de la G League. Con 1,85 metros de estatura, juega en la posición de base.

## Trayectoria deportiva

### Primeros años
Jugó sus dos primeros años de instituto en el Southside High School de su localidad natal, Greenville, para posteriormente trasladarse junto a su familia a Dallas, donde jugaría los dos años restantes en el Justin F. Kimball High School. En su temporada sénior promedió 23,3 puntos, 7,5 asistencias y 7,3 rebotes, lo que le valió para ser elegido para disputar el prestigioso McDonald's All-American Game de 2015, en el que logró 6 puntos, 5 rebotes y 4 asistencias.

### Universidad
En octubre de 2014 Evans anunció que cursaría sus estudios universitarios en la Universidad Estatal de Oklahoma y jugaría a baloncesto con los Cowboys. Jugó dos temporadas, en la primera de ellas promedió 12,9 puntos, 4,4 rebotes, 4,9 asistencias y 1,1 robos de balón por partido, siendo elegido novato del año de la Big 12 Conference.
En su segunda temporada sus números mejoraron hasta los 19,2 puntos, 6,4 asistencias y 3,4 rebotes por encuentro, lo que le valió para ser incluido en el mejor quinteto de la conferencia, y en el tercer equipo All-American para Sporting News.

#### Estadísticas
| Año     | Equipo         | PJ | PT | MPP  | %TC  | %3P  | %TL  | RPP | APP | ROB | TPP | PPP  |
| ------- | -------------- | -- | -- | ---- | ---- | ---- | ---- | --- | --- | --- | --- | ---- |
| 2015–16 | Oklahoma State | 22 | 20 | 28.9 | .471 | .475 | .833 | 4.4 | 4.9 | 1.1 | .2  | 12.9 |
| 2016–17 | Oklahoma State | 32 | 31 | 29.3 | .438 | .379 | .812 | 3.4 | 6.4 | 1.8 | .1  | 19.2 |
| Total   | Total          | 54 | 51 | 29.1 | .448 | .407 | .818 | 3.8 | 5.8 | 1.5 | .1  | 16.6 |

### Profesional
Fue elegido en la trigésimo novena posición del Draft de la NBA de 2017 por los Philadelphia 76ers. pero días después fue traspasado a Los Angeles Clippers.
El 16 de enero de 2021, firma por el Promitheas Patras B.C. de la A1 Ethniki. Al término de su contrato, regresó a los Raptors 905.
El 6 de septiembre de 2022 firmó por una temporada por el Juventus Utena de la LKL lituana.
El 6 de enero de 2023, firma por el Maccabi Rishon LeZion de la Liga Leumit.
El 28 de julio de 2023 firmó con el Śląsk Wrocław de la PLK polaca.
En marzo de 2024 firmó un contrato de corta duración con el JDA Dijon Basket para remplazar al lesionado David Holston.
El 10 de agosto de 2024firmó con el Legia Varsovia de la liga polaca.
El 24 de enero de 2025 firmó con los Maine Celtics de la G League.

## Estadísticas de su carrera en la NBA

### Temporada regular
| Año     | Equipo        | PJ | PT | MPP  | %TC  | %3P  | %TL  | RPP | APP | ROB | TPP | PPP |
| ------- | ------------- | -- | -- | ---- | ---- | ---- | ---- | --- | --- | --- | --- | --- |
| 2017-18 | L.A. Clippers | 48 | 4  | 16.2 | .352 | .278 | .776 | 1.8 | 2.1 | .8  | .1  | 4.8 |
| 2018-19 | Phoenix       | 7  | 0  | 9.1  | .231 | .000 | -    | 1.7 | 1.4 | .4  | .0  | .9  |
| 2018-19 | Oklahoma City | 1  | 0  | 1.0  | .000 | .000 | -    | .0  | .0  | .0  | .0  | .0  |
| Total   | Total         | 56 | 4  | 15.1 | .345 | .263 | .776 | 1.7 | 2.0 | .7  | .1  | 4.2 |